# شعیب پسر صالح
طبق روایات شیعه شعیب بن صالح  پسری جوان است از قبیله بنی تمیم که قبل از قیام مهدی به همراه خراسانی در سمرقند یا ری قیام می‌کند. وی فردی با قد متوسط و چهره گندم‌گون (سبزه) و همچنین کوسه (بدون ریش یا کم ریش) می‌باشد. به همراه چهار هزار نفر با لباس‌های سفید و کلاه‌ها و پرچم‌های سیاه می‌آید و با هر کس می‌جنگد شکستش می‌دهد. شعیب بن صالح به همراه خراسانی با لشکر سفیانی در دروازه اصطخر می‌جنگند و آنها را شکست می‌دهند و به بیت‌المقدس می‌روند. پس از آن با مهدی بین رکن و مقام بیعت می‌کنند. از وی به عنوان فرمانده لشکر خراسانی یا مهدی هم یاد شده‌است.
حسن بصری می‌گوید:
خروج می‌کند در ری، مردی میانه قامت، گندمگون، وابسته به بنی تمیم و کوسه که به او شعیب بن صالح گفته می‌شود، در میان چهار هزار نفر که لباسهایشان سفید و پرچمهایشان سیاه است. آن مرد پیشاپیش مهدی خواهد بود و کسی با وی رو به رو نمی‌شود، مگر آنکه او را در هم می‌شکند
در نسخه خطی ابن حماد از علی بن ابی‌طالب روایت شده‌است که گفته‌است:
وقتی سواران سفیانی به سوی کوفه رفتند، گروهی را در جستجوی اهل خراسان می‌فرستد و در این حال اهل خراسان به طلب مهدی بیرون می‌آیند آنگاه هاشمی با درفش‌های سیاه در حالیکه شعیب بن صالح در پیشاپیش آنها حرکت می‌کند با امام مهدی (ع) ملاقات می‌کند و همچنین آن حضرت در محل دروازه استخر با یاران سفیانی برخورد می‌کنند و بین آنها نبردی بزرگ رخ می‌دهد. در این هنگام درفش‌های سیاه آشکار می‌شود و سواران سفیانی پا به فرار می‌گذارند در این بحبوحه مردم آرزوی دیدار امام مهدی (ع) را داشته و او را می‌جویند.
از محمد بن حنیفه نقل شده:
درفشهای سیاهی از بنی‌عباس و پس از آن درفش‌های سیاه دیگری از خراسان خروج می‌کنند که حاملان آن‌ها کلاه سیاه و لباس سفید بر تن دارند، پیشاپیش آنان مردی است که وی را صالح بن شعیب یا شعیب بن صالح می‌نامند او از قبیله بنی‌تمیم است آنان نیروهای سفیانی را شکست داده و در بیت‌المقدس فرود می‌آیند تا مقدمه حکومت حضرت مهدی علیه‌السلام را فراهم آورند، تعداد سیصد تن دیگر از شام به او می‌پیوندد، فاصله خروج او تا تقدیم زمام امور را به مهدی هفتاد و دو ماه می‌باشد.